# Jane Small
Jane Pemberton Small (Londra, 1518 circa – Warwickshire, maggio 1602) è stata una modella inglese.
Figlia di Christopher Pemberton, gentiluomo del Northamptonshire, è nota in particolare per essere stata il soggetto di una nota miniatura del famoso artista cinquecentesco Hans Holbein il Giovane, dipinta nel 1540 circa. Holbein era all'epoca un pittore particolarmente noto in Inghilterra ove ricopriva l'incarico di pittore di corte, dipingendo per Enrico VIII e le sue mogli.

## Biografia
Jane Pemberton sposò Nicholas Small, un mercante di stoffe di Londra, probabilmente nel 1540 circa. È in questo periodo che Holbein dipinse per lei un ritratto in miniatura. Nicholas Small morì nell'inverno del 1565/66, e Jane si risposò entro l'anno con Nicholas Parkinson. Il suo nuovo marito divenne maestro della Clothworkers' Company nel 1578/79. Parkinson morì nell'inverno del 1581/82. In quel tempo Jane viveva a Paddington, nel rettorato, una grande casa affittatagli da sir John Popham. Jane possedeva inoltre The Hand, una proprietà su Thames Street, presso il fiume Tamigi a Londra. Negli ultimi suoi anni visse con le figlie e preferì essere nota col nome di Jane Small. Morì nel maggio del 1602 mentre si trovava presso una sua nipote nel Warwickshire, ma il luogo della sua sepoltura rimane sconosciuto.

## Famiglia
Jane Small ebbe sei figli con Nicholas Small. Dopo la sua morte del secondo marito, il primogenito, Matthew Small, ereditò la parte di suo padre dopo una sessione della Camera Stellata. Una delle figlie minori, Elizabeth, sposò Jasper More dello Shropshire. La nipote di Jane, Katherine More, fu al centro di un bizzarro incidente che accadde tra lei ed il marito Samuel More tra il 1616 ed il 1620. In questo periodo infatti suo marito accusò Katherine di adulterio con un amante e di aver avuto quattro figli dall'amato. Numerosi processi portarono nel 1620 alla decisione di imbarcare i quattro figli sulla Mayflower poco prima che questa salpasse per l'America. Poco dopo che la Mayflower giunse in America, tre dei quattro figli erano morti. Solo uno dei figli di Katherine, Richard More sopravvisse.

## Il ritratto di Holbein
L'importanza storica di Jane Small è data però soprattutto per il magnifico ritratto in miniatura che le fece Hans Holbein il Giovane. È stato possibile identificarla grazie allo stemma dipinto su un pezzo separato di vellum sul retro della miniatura, quello di Robert Pemberton del Lancashire e di Rushden, Northamptonshire, che morì nel 1594. Lo stemma è datato 1566 ma venne dipinto nel XVII secolo. Gli studiosi hanno in un primo tempo supposto che si trattasse di Margaret Throckmorton (d. 1576), moglie di Robert Pemberton, che aveva legami con la corte reale inglese. Più recentemente, invece, si è potuto stabilire che si tratti di Jane Small.
La semplicità del vestito di Jane riflette il suo status relativamente modesto; gran parte delle donne dipinte da Holbein erano legate alla corte. L'iscrizione riporta il fatto che la persona raffigurata aveva 23 anni all'epoca dell'esecuzione del dipinto, ma la data della pittura è incerta. È stato suggerito che il ritratto sarebbe stato commissionato per celebrare il suo fidanzamento. La dama è in posa con un garofano in mano che potrebbe simboleggiare il suo fidanzamento, accompagnato da una foglia. Il ritratto di Holbein, con un curioso e ricco sfondo blu, si contraddistingue per le linee definite e l'assenza di ombre, ma segue le convenzioni di genere. Miniature come queste erano realizzate per poter poi essere portate come gioielli indossati.
Negli ultimi anni di vita, Holbein si dedicò ampiamente all'arte della miniatura. Anche nei dipinti più grandi da lui realizzati in precedenza, ad ogni modo, erano presenti degli oggetti in miniatura, già dipinti con grande professionalità, per mantenere la maestosità e la monumentalità della composizione.  Il suo ritratto di Jane Small è considerata una delle sue migliori miniature. Secondo lo storico dell'arte Graham Reynolds "Holbein ritrasse questa giovane donna [...] con aspetto solenne nella luce blu della stanza [...] facendone uno dei più bei ritratti del genere".